# Constanzana
Constanzana es municipio y localidad española de la provincia de Ávila, en la comunidad autónoma de Castilla y León. El término municipal tiene una población de 99 habitantes (INE 2024).

## Geografía

### Ubicación
Este pequeño municipio abulense se encuentra al norte de la provincia de Ávila, más concretamente en la comarca de Arévalo, más conocida como La Moraña. Delimita con los municipios de Fontiveros y Collado de Contreras al oeste; Bernuy de Zapardiel y Fuente el Saúz al norte; Donjimeno, Cabezas de Alambre y Cabizuela al este; y Papatrigo y Narros de Saldueña al sur.
La localidad capital del municipio está situada a una altitud de 890 m sobre el nivel del mar.
| Noroeste: Bernuy-Zapardiel                        | Norte: Fuente el Saúz               | Noreste: Donjimeno       |
| Oeste: Cantiveros y Fontiveros                    |                                     | Este: Cabezas de Alambre |
| Suroeste: Collado de Contreras y Muñomer del Peco | Sur: Narros de Saldueña y Papatrigo | Sureste: Cabizuela       |

El municipio cuenta con la entidad de Jaraices situada a 3 km de Constanzana. Ambas localidades están comunicadas por el camino de Jaraices-Constanzana.

### Comunicaciones
La localidad se encuentra en la carretera de Crespos-Arévalo (Av-P-116), que tiene nacimiento en la carretera de Ávila-Salamanca (N-501) por lo que ésta se encuentra cercana al municipio, más concretamente en la salida en dirección Crespos, como se puede observar en el mapa.
Es por ello que el municipio cuenta con una excelente localización que le hace distar poca distancia de las poblaciones más importantes del entorno, como por ejemplo, Fontiveros (8 km), Ávila (50 km), Peñaranda de Bracamonte (32 km), Arévalo (22 km) o Salamanca (75 km).
Existe un transporte regular de autobuses que comunica Madrid con la localidad de Chaherrero cercana a Constanzana. Este servicio lo presta la empresa Auto-res, dando el servicio a través de la línea Madrid-Salamanca.

## Historia
La historia de Constanzana se enmarca en la de los demás pueblos de esta zona de la Moraña, el asentamiento como núcleo rural es posible que se produjera en el siglo XIII, dentro del proceso repoblador que siguió a la conquista de Toledo por parte de los reinos cristianos a finales de siglo XI. La primera referencia conocida de un lugar castellano denominado Constanzana aparece en la obra de Gonzalo de Berceo en relación con el llamado “tributo de las 60 doncellas”. Este antiguo tributo consistía en la entrega anual de 60 doncellas que según cuenta en estas crónicas debían pagar los reinos cristianos al rey Abderraman III (912-961), se añade además que los cristianos debían acompañar a las doncellas hasta “Constaçana que era en su salvo”, independientemente de la veracidad del hecho en si, parece indicar que en esa época “Constançana” se situaba en la frontera de la zona musulmana.
La siguiente localización, que ya con seguridad se refiere a esta población, aparece en el “Becerro de Visitaciones de Casas y heredades de la catedral de Ávila” del año 1303. Un códice donde se indican lugares en los que este cabildo tenía posesiones.así como las personas que donaron o tuvieron algún trato con el Cabildo. En este documento se menciona al primer vecino conocido, si bien figura junto a los de Cabeças de Alambre, se trata de “Juan Pérez, de Constanzana”. Esta circunstancia apoya a quienes estudiando su iglesia mudéjar, el único monumento del pueblo, han datado su construcción en el siglo XII-XIII.
Al tratarse de un pueblo que siempre ha tenido una baja población, no se ha encontrado ningún dato relacionado con algún acontecimiento relevante ( guerras, rebeliones, etc…) parece haber sido un sitio tranquilo en el que la Historia pasaba de largo. En la documentación histórica, se encuentran numerosas menciones al pueblo pero relacionadas con asuntos que se podrían considerar internos, como pleitos por tierras u otras disputas entre vecinos; como algo anecdótico, y como uno de los documentos más antiguos, hay registros de 1493 en los que aparecen implicados vecinos a los que se acusa por falso matrimonio ( “para que el corregidor de Ávila y su alcalde apresen a Diego hijo de Esteban Sánchez vecino de Donjimeno y a Catalina, hija de Juan de Nieva, vecino de Constanzana, y les entreguen a Velasco Romón, provisor de la citada ciudad, por estar acusados de falso desposorio. // septiembre de 1493— Consejo de Castilla y de León. 2507 “).
A lo largo de los siglos su población se mantuvo sin grandes altibajos al contrario de otros pueblos colindantes que terminarían desapareciendo como Berrendilla, San Juan de la Torre o Migueleles, que se integrararían bien en el ayuntamiento de Constanzana o en el de Jaraices antes del siglo XVIII. Esta circunstancia, junto a la posterior integración de Jaraices, ha supuesto que el término municipal sea bastante extenso en comparación con otros pueblos de la zona.
El Catastro del Marqués de la Ensenada, de mediados del siglo XVIII, permite conocer algunos datos de óomo era el pueblo, sus actividades económicas y sus habitantes. En este Catastro, cuya visita al pueblo tiene fecha de 10 de septiembre de 1751, además de curiosidades como quién era el cura ( Julián González ) o los dos alcaldes ( Alonso Rodríguez y Manuel Díaz), se señala que pagaban en concepto del impuesto de alcabalas 313 reales y 14 maravedíes, cantidad muy inferior a la que decían pagar otros pueblos limítrofes como Donjimeno ( 9J 66 maravedies) o Cabezas de Alambre (563 maravedies), también se menciona que habían estado bajo jurisdicción del duque de Osuna.
El lugar aparece descrito en el sexto volumen del Diccionario geográfico-estadístico-histórico de España y sus posesiones de Ultramar de Pascual Madoz. Es otra interesante fuente de información, en la que se refleja que Constanzana tiene 24 casas y 70 habitantes (dato más que discutible si se compara con el censo de 1852), que tiene dos lagunas, un pozo de buenas aguas y un arroyo, La Reguera. Hacia mediados del siglo XIX, el lugar tenía contabilizada una población de 70 habitantes. La descripción completa es la siguiente:

CONSTANZANA: l. con ayunt. de la prov. y dióc. de Avila (6 leg.), part. jud. de Arévalo (3 1/2), aud. terr. de Madrid (24), c. g. de Castilla la Vieja (Valladolid 15). sit. en terreno algun tanto elevado. Le combaten todos los vientos, y su clima es propenso á fiebres intermitentes. Tiene 24 casas bien distribuidas, una plaza de figura cuadrilonga, un pozo de buenas aguas, de las cuales se utilizan los vecinos para sus usos, haciéndolo para el de los ganados de dos lagunas, llamadas la Obera y la del Palomar, casa de ayunt., escuela de instruccion primaria, comun á ambos sexos, á cargo de un maestro con dotacion muy escasa, y una igl. parr. (San Martin), servida por un párr. cuyo curato es de segundo ascenso de presentacion de S. M. en los meses apostólicos, y del ob. en los ordinarios, y un capellan sacerdote, ordenado á titulo de una capellania de sangre; tiene por anejo á Jaraices con una ermita (San Boal); el cementerio se halla en parage que no ofende la salud pública. Confina el term. N. Don Gimeno; E. Cabezas de Alambre; S. Collado de Contreras, y O. Jaraices; se estiende de N. á S. 3/4 de leg., é igual distancia de E. á O. El terreno en lo general es llano, siendo en parte tenaz y en parte flojo (fertilidad general 6 por 1): abraza 1,600 fan. de tierra cultivada, y 40 incultas: de las cultivadas, 300 son de primera suerte, destinadas á cebada y trigo, 700 de segunda á trigo y algarrobas, y 600 de tercera á centeno. Se siembra cada año la mitad de las fan., y la otra mitad descansa; hay algunos pastos, viñedo y un monte; un arroyo denominado la Reguera, atraviesa el terreno, marchando de N. á S. con poco caudal, é interrumpido con frecuencia. caminos: los de pueblo á pueblo en mediano estado. El correo se recibe de la adm. de Arévalo. prod.: lo ya referido, y algunas legumbres; mantiene ganado lanar y vacuno; cria caza de liebres, perdices y algun lobo. ind.: agricultura. comercio: la esportacion de los frutos sobrantes á los mercados de Arévalo, en cuyo punto se surten de todo lo necesario. pobl.: 16 vec., 70 alm. cap. prod.: 365,000 rs. imp. 14,600. ind. y fabril 1,500 rs. contr. 3,347 rs. con 9 mrs.
(Madoz, 1847, p. 569)

En el censo de población de 1857 se indica que incorpora el territorio de Jaraices, circunstancia que aún persiste.
En la guerra civil tampoco se produjo ningún hecho importante, desde el primer momento la zona quedó bajo el control de Franco, en los documentos existentes en la Causa General posterior a la guerra, el alcalde declara que no se había producido ni asesinatos, ni robos ni altercados. En la década de 1960, comenzó la emigración a la ciudad, disminuyendo paulatinamente la población de la localidad. La mejora de las comunicaciones ha incrementado aún más la tradicional dependencia de Arévalo.

## Demografía
Constanzana cuenta con una población de 99 habitantes (INE 2024).
| Gráfica de evolución demográfica de Constanzana entre 1842 y 2021 |
| |
| Población de derecho según los censos de población del INE. Población de hecho según los censos de población del INE.Entre el censo de 1857 y el anterior, crece el término del municipio porque incorpora a Jaraices. |

El registro más antiguo conocido es el censo de población de la Corona de Castilla de finales del siglo XVI. En él se indica que tenía 32 vecinos. Posteriormente se publicaron más censos si bien uno de los primeros más fiables, el de 1852, menciona que tenía 180 habitantes (99 hombres y 81 mujeres).
La población de Constanzana tuvo un gran crecimiento, como todas las localidades de la comarca, durante la primera parte del siglo XX, hasta alcanzar su techo poblacional en la década de 1960 con 308 habitantes. Como consecuencia del éxodo rural que se inició en la segunda parte del siglo como consecuencia de la industrialización española, su población descendió rápidamente hasta llegar al centenar y medio de habitantes, convirtiéndose en un pueblo dedicado exclusivamente a la agricultura y la ganadería. En 2017 contaba con una población de 109 habitantes.

## Patrimonio
Su principal y único monumento histórico es la iglesia parroquial de San Martín, de estilo mudéjar, siglo XII, en la que sobresalen, en el exterior, las partes conservadas o no dañadas del ábside, mientras que en el interior destaca el pavonado de madera del techo, de estilo renacentista, junto al existente en la Catedral Vieja de Salamanca, así como el altar mayor, de estilo barroco, al igual que los otros dos altares desaparecidos desgraciadamente con ocasión de una reparación efectuada hace unos cuarenta años.

## Símbolos
El escudo heráldico y la bandera que representan al municipio fueron aprobados oficialmente el 16 de febrero de 2006. El escudo se blasona de la siguiente manera:

Escudo de plata, Iglesia de gules acompañada de dos pinos arrancados de sinople, bordura de sinople cargada con cuatro espigas de oro, al timbre Corona Real cerrada.
Boletín Oficial de Castilla y León nº 190 de 2 de octubre de 2006

La descripción textual de la bandera es la siguiente:

Bandera rectangular de proporciones 2:3, formada por un paño verde con una cruz completa roja fileteada de blanco.
Boletín Oficial de Castilla y León nº 190 de 2 de octubre de 2006

## Fiestas
Las fiestas locales son dos: San Martín, patrono de la localidad, que es el día 11 de noviembre pero se suele celebrar en el fin de semana más próximo a esa fecha, y San Pedro, el 29 de junio, con celebración acomodada en la fecha al igual que la anterior. A pesar de su escasa concurrencia debido a causas en las que no entramos, la celebración de ambas fiestas es emotiva para los que se sienten “hijos del pueblo”, y sus actos principales son la Procesión del Santo por las calles acompañado por los redobles de la percusión y la mezcla de graves y agudos del saxofón y la trompeta, y la verbena popular nocturna que suele estar amenizada por conjuntos modernos.